# Syngonanthus davidsei
Syngonanthus davidsei là một loài thực vật có hoa trong họ Eriocaulaceae. Loài này được Huft miêu tả khoa học đầu tiên năm 1985.